# Extremadura Unión Deportiva "B"
El Extremadura Unión Deportiva "B" fue un club de fútbol español de la ciudad de Almendralejo en Extremadura. Fue fundado en 1986 como Atlético San José Promesas y desde 2016 era el filial del Extremadura Unión Deportiva. Compitió por última vez en el Grupo XIV de la Tercera División de España.

## Historia
Fundado en el verano de 2016 como primer filial del Extremadura Unión Deportiva tras la absorción del Atlético San José Promesas por éste. Originalmente fue fundado en 1986 por Domingo Díaz Navia, que tras haber estado más de una década en la directiva del CF Extremadura ingresó en la asociación de vecinos de la Barriada de San José de Almendralejo.
Se inició con equipos hasta la categoría alevín y posteriormente tanto el número de equipos como las categorías fue progresando. En el 2004 se decidió dar el salto y hacer un equipo senior. Ese equipo compitió en Primera Regional de Extremadura de la mano de Diego Gil consiguiendo el ascenso en la localidad de Zorita ganando por 0 a 3, y con unos 200 espectadores almendralejenses en la grada. Ya en Regional Preferente de Extremadura al finalizar la campaña 2009/10, el club logra meterse en la liguilla de ascenso a Tercera División de España, pero pierde la eliminatoria ante el CD Santa Amalia. Tras el ascenso a Segunda División B de España del Extremadura UD en el verano de 2010 queda una plaza vacante en el Grupo XIV de Tercera División, la cual corresponde meritoriamente al Atlético San José. El equipo nazareno se mantuvo en Tercera División de España hasta su disolución tras ser convertido en filial azulgrana.
El 28 de febrero de 2022 el presidente Manuel Franganillo anunció la desaparición del club y su llevada a la liquidación tras los graves problemas económicos que sufría afectando tanto al primer equipo como al filial.

## Datos del Club
- Presupuesto: 150.000 €
- Patrocinador: Destilerías Espronceda